# Gran Premio de Miami
El Gran Premio de Miami es una carrera de automovilismo de velocidad puntuable para el Campeonato Mundial de Fórmula 1 a partir de 2022.

## Historia
En 2018, se presentó a la ciudad de Miami una propuesta para el Gran Premio de Miami como ronda del Campeonato Mundial de Fórmula 1, con la propuesta de 2019 como la primera fecha para la carrera. Después de la denegación del consejo del condado de Miami-Dade para una carrera de 2019 o 2020, se presentó una propuesta para una carrera de 2021. Finalmente, el 18 de abril de 2021 la Fórmula 1 anunció que Miami albergaría un Gran Premio a partir de 2022. Tendrá como sede al Autódromo Internacional de Miami (anteriormente circuito del Hard Rock Stadium), con un contrato de diez años.

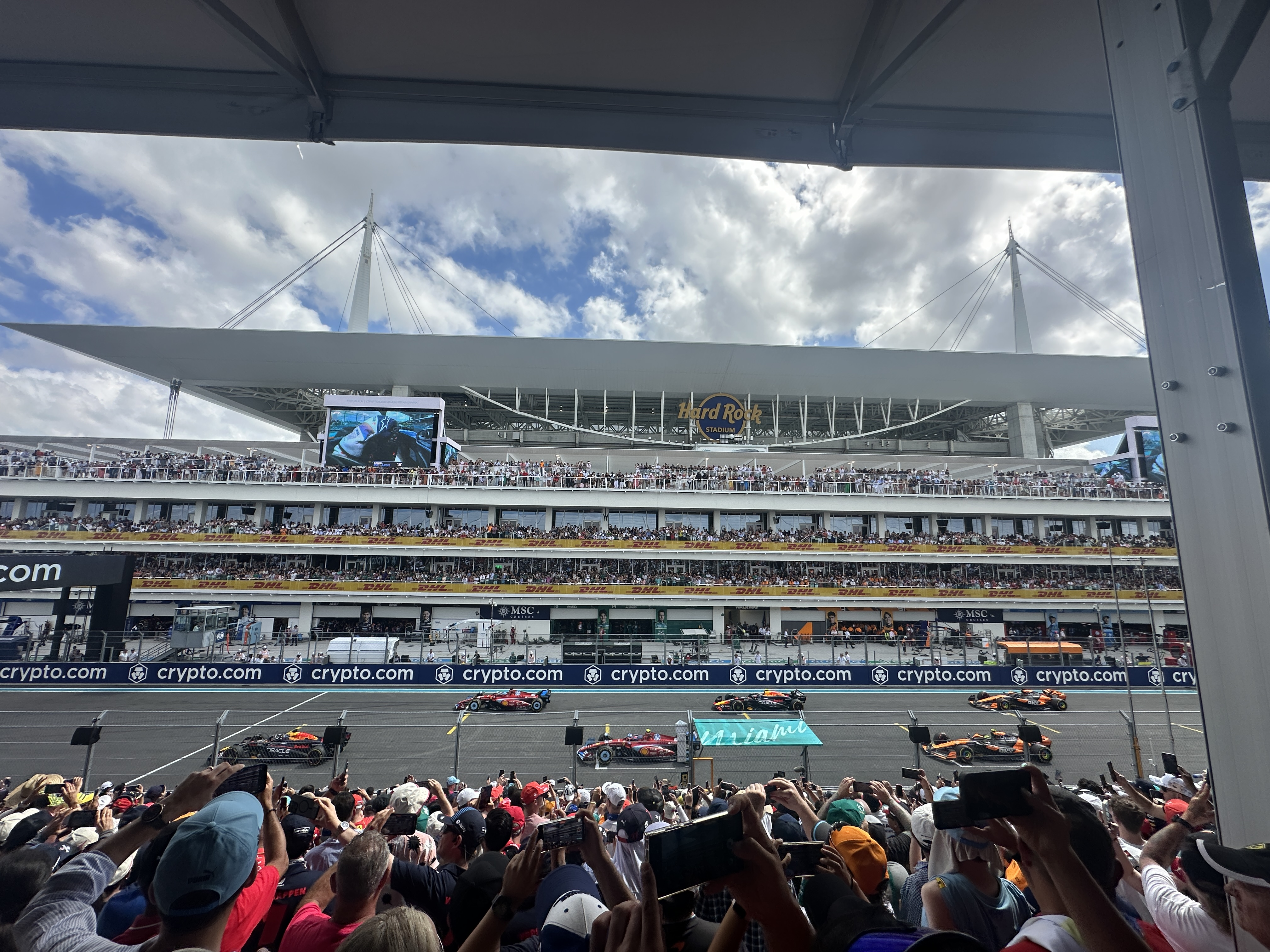
GP de Miami 2024

En mayo de 2025 se anunció que el contrato que tenía la Fórmula 1 con el GP de Miami (que duraba hasta el 2031) se extiende por 10 años más, hasta 2041.

## Ganadores
| Año  | Piloto             | Constructor         | Circuito | Resultado  |
| ---- | ------------------ | ------------------- | -------- | ---------- |
| 2022 | Max Verstappen     | Red Bull-RBPT       | Miami    | Resultados |
| 2023 | Max Verstappen (2) | Red Bull-Honda RBPT | Miami    | Resultados |
| 2024 | Lando Norris       | McLaren-Mercedes    | Miami    | Resultados |
| 2025 | Oscar Piastri      | McLaren-Mercedes    | Miami    | Resultados |

## Estadísticas

### Pilotos con más victorias
| Victorias | Piloto         | Años       |
| --------- | -------------- | ---------- |
| 2         | Max Verstappen | 2022, 2023 |
| 1         | Lando Norris   | 2024       |
| 1         | Oscar Piastri  | 2025       |

### Constructores con más victorias
| Victorias | Constructor | Años       |
| --------- | ----------- | ---------- |
| 2         | Red Bull    | 2022, 2023 |
| 2         | McLaren     | 2024, 2025 |